# Protodiaspis emoryi
Protodiaspis emoryi är en insektsart som beskrevs av Ferris 1937. Protodiaspis emoryi ingår i släktet Protodiaspis och familjen pansarsköldlöss. Inga underarter finns listade i Catalogue of Life.